# Richard Biringer
Richard Biringer (* 24. April 1877 in Höchst am Main; † 25. Oktober 1947 ebenda) war ein Frankfurter Zeichner, Maler, Medailleur und Bildhauer.

## Leben
Nach der Volksschule begann Biringer eine Lehre als Kunstschlosser. 1896 begann er eine Ausbildung an der Kunstgewerbeschule in Frankfurt und war danach von 1900 bis 1902 als Ornamentzeichner tätig. Zwischen 1902 und 1905 studierte Biringer dann am Städelschen Kunstinstitut. Im Anschluss daran setzte er sein Studium bei Hermann Groeber in München fort, wo er bis 1910 blieb. Nach zwei weiteren Jahren Studium in Karlsruhe kehrte Biringer 1912 nach Höchst zurück und gründete im benachbarten Frankfurt ein eigenes Atelier.
Durch die Erlebnisse im Ersten Weltkrieg wurde Biringer depressiv. Der frühe Tod seiner Frau Lina Biringer, geb. Neuser, im Januar 1921 verstärkte seine Depressionen. Er zog sich weitestgehend aus dem gesellschaftlichen Leben zurück. Dennoch suchte er bei Studienaufenthalten in Italien, Tirol, der Schweiz und in Frankreich künstlerische Anregungen.
Biringer trat zum 1. Mai 1933 der NSDAP bei (Mitgliedsnummer 2.399.517) und führte mehrere Auftragsarbeiten für die Nationalsozialisten in Frankfurt aus. 1937, 1939 bis 1941 und 1944 stellte er auf den Großen Deutschen Kunstausstellungen 22 Plaketten, zwei Medaillen, eine Büste und eine Tierfigur aus.
Der Beginn des Zweiten Weltkriegs stürzte Biringer erneut in die Depression, wie aus seiner Korrespondenz mit Freunden hervorgeht. Im Jahr 1943 erlitt er einen ersten Schlaganfall, der seine Gesundheit stark schwächte. Biringer starb wenige Tage nach einem zweiten Schlaganfall im Oktober 1947. Er wurde auf dem Kurmainzer Friedhof in Höchst beigesetzt.
Der Künstler, der zu seinen Lebzeiten einen auch internationalen Bekanntheitsgrad hatte, geriet nach seinem Tod in Vergessenheit.
Nach Biringer wurde der Richard-Biringer-Weg in Unterliederbach benannt.

## Werk
Biringer entwarf Medaillen und gestaltete Exlibris, er betätigte sich als Industriezeichner und Bildhauer. Seine besondere Aufmerksamkeit als Maler und Zeichner galt seinem Heimatort Höchst, den er in vielen Bildern festhielt. Dies trug ihm den Ehrentitel „Höchster Heimatmaler“ ein. Als Bildhauer schuf Biringer eine Reihe von Bronzeskulpturen und -reliefs.
In seinen Industriegemälden befasste er sich vor allem mit den Farbwerken Hoechst, deren Anlagen und Arbeitswelt er darstellte. Zu einer von Biringers Ausstellungen hieß es 1925:
In dem graphischen Kabinett der Kunsthandlung Trittler sind gegenwärtig von dem Frankfurter R. Biringer eine Reihe von Ansichten aus den Höchster Farbwerken ausgestellt, die kaum weniger den Zweck eines Sammel- als vielmehr den eines Quellenwerks für spätere Geschlechter erfüllen.
Werke von Biringer, darunter ein Tigerkopf aus Bronze, befinden sich im Frankfurter Städel-Museum. Andere seiner Werke befinden sich im Historischen Museum Frankfurt. Von Biringer entworfene Plaketten und Medaillen wurden unter anderem von der Internationalen Medaillensammlung in Paris und der Bundessammlung in Wien angekauft.